# نيناد مياتوفيتش
نيناد مياتوفيتش مواليد 22 يناير 1987 في كرواتيا، جمهورية كرواتيا الاشتراكية، جمهورية يوغوسلافيا الاشتراكية الاتحادية، هو لاعب كرة سلة مونتينيغري. بدأ مسيرته الاحترافية في سنة 2001.

## المسيرة الاحترافية
لعب مع نادي بودوشنوست لكرة السلة من سنة 2001 إلى 2008، ثم لعب مع سي بي مورسيا في الدوري الإسباني في سنة 2009، ثم لعب مع نادي المغرب الفاسي في موسم 2012–2013، ثم لعب مع نادي النهضة البركانية في موسم 2014–2015.

## روابط خارجية
- نيناد مياتوفيتش على موقع الاتحاد الدولي لكرة السلة (الإنجليزية)
- نيناد مياتوفيتش على موقع الدوري الإسباني لكرة السلة (الإسبانية)
- نيناد مياتوفيتش على موقع كرة السلة الأوروبية.كوم (الإنجليزية)
- نيناد مياتوفيتش على موقع DraftExpress.com (الإنجليزية)
- نيناد مياتوفيتش على موقع ريلجم (الإنجليزية)
- نيناد مياتوفيتش على موقع بروبوليرز (الإنجليزية)
- نيناد مياتوفيتش على موقع سبورتس رفرنس (الإنجليزية)